# バビロン (ドクター・ジョンのアルバム)
『バビロン』（Babylon）は、アメリカ合衆国のミュージシャン、ドクター・ジョンが1969年に発表した2作目のスタジオ・アルバム。

## 背景
デビュー作『グリ・グリ』（1968年）のアウトテイクと新曲が混在した内容である。「ロンサム・ギター・ストラングラー」は、ジミ・ヘンドリックスやウェス・モンゴメリー等が歌詞の中で言及されているだけでなく、それらのギタリストの物真似も含まれている。

## 評価
Richie Unterbergerはオールミュージックにおいて5点満点中3点を付け「ドクター・ジョンはなおもブードゥーとR&Bの融合に没頭しているが、ワイルドなマルディグラの熱狂という色調が強かったファーストLPと比べて、奇妙なほど寒々しくやけっぱちなムードとなっている」と評している。また、David Gancherは1969年5月31日付の『ローリング・ストーン』誌で「ファースト・アルバムの不思議さや魔力も幾分持ち合わせているが、全体的には面白味がない。まとまりがなく、耳の中で崩れていく」と評している。一方、ライノ・エンタテインメント公式サイトでは「必ずしも彼（ドクター・ジョン）のカタログにおける最良の入り口ではなく、確かにいわゆるメインストリーム・サウンドでないが、『バビロン』を好きになったならドクター・ジョンのディスコグラフィをより深く掘り下げていくしかないことは確かである」と紹介されている。

## 収録曲
特記なき楽曲はマック・レベナック（ドクター・ジョン）作。
1. バビロン - "Babylon" - 5:25
2. グロウイン - "Glowin'" - 5:39
3. ブラック・ウイドウ・スパイダー - "Black Widow Spider" - 5:01
4. ベアフット・レディ - "Barefoot Lady" (Dr. John, Harold Battiste) - 3:10
5. トワイライト・ゾーン - "Twilight Zone" - 8:15
6. パトリオティック・フラッグ・ウェイヴァー - "The Patriotic Flag-Waiver" - 4:52
7. ロンサム・ギター・ストラングラー - "The Lonesome Guitar Strangler" - 5:35

## 参加ミュージシャン
- ドクター・ジョン - ボーカル、キーボード、ギター、パーカッション
- リチャード・ディディマス・ワシントン - ギター、パーカッション
- アルヴィン・ロビンソン - ギター
- スティーヴ・マン - ギター
- ロニー・バロン - ハモンドオルガン
- ジョン・マカリスター - ピアノ、ゴング、チェレスタ
- アル・フレイジャー - ベース
- ジョン・ブードロー - ドラムス
- プラス・ジョンソン - サクソフォーン
- モリス・バキャミン - トランペット
- ジェシー・ヒル - バッキング・ボーカル、パーカッション
- シャーリー・グッドマン - バッキング・ボーカル
- タミー・リン - バッキング・ボーカル
- ハロルド・バティスト - アレンジ